# Черчилль, Джордж (адмирал)
Адмирал Джордж Черчилль (англ. George Churchill; 20 февраля 1654 — 8 мая 1710) — английский военно-морской офицер и политик. Занимал пост лорд-комиссара Адмиралтейства (1699—1702), член совета лордов-высших адмиралов (1702—1708), член Палаты общин от Сент-Олбанса (1685—1708) и Портсмута (1708—1710).

## Биография

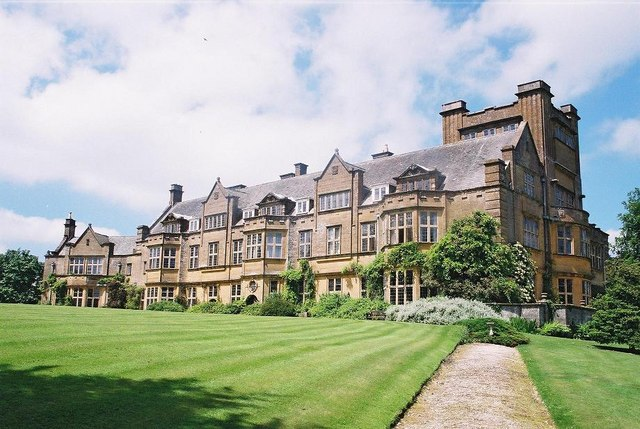
Место рождения Джорджа Черчилля, Минтерне Магна, графство Дорсет.

Джордж Черчилль родился 20 февраля 1654 года в Минтерне-Магна, Дорсет. Второй сын сэра Уинстона Черчилля (1620—1688), и Элизабет Дрейк. Уинстон Черчилль служил в армии роялистов во время Войн трёх королевств и в результате был оштрафован на крупный штраф, вынудив свою семью жить в Эш-хаусе со своей свекровью.
У Джорджа было три оставшихся в живых брата: Джон, впоследствии герцог Мальборо (1650—1722) и Чарльз (1654—1714), генерал. Другой брат Теобальд, умер в 1685 году. Чарльз часто служил в качестве подчиненного Джона, и оба были политическими вигами, в то время как Джордж был тори. В дальнейшей жизни они поссорились, и ни один из них не был исполнителем его воли.
Он был ближе к своей сестре Арабелле (1648—1730), любовнице Якова II с 1665 по 1674 год и матери его старшего сына, герцога Бервика (1670—1734). Его завещание было завещано Фрэнсису Годфри, другому сыну Арабеллы, и она была похоронена рядом с ним в Вестминстерском аббатстве.
Хотя он никогда не был женат, у него родился сын Джордж Черчилль (? — 1753), от отношений с Мэри Кук, о которой мало что известно. Помимо завещания Фрэнсису, Джордж унаследовал большую часть состояния своего отца и стал генералом британской армии.

## Карьера

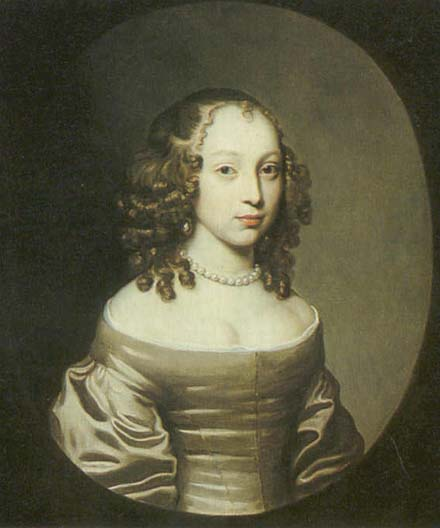
Арабелла Черчилль; Джордж и его братья обязаны своим ранним успехом её отношениям с герцогом Йоркским Яковом

В 1665 году Арабелла Черчилль стала фрейлиной Анны Хайд и закрутила роман с её мужем Яковом Стюартом, тогдашним герцогом Йоркским. Это привело к назначению трех её братьев, и в 1666 году Джордж был назначен лейтенантом королевского флота. Он не служил на море, а был пажом графа Сэндвича, посланника в Испании с 1666 по 1668 год.
Вернувшись из Испании в 1668 году, финансовые проблемы его отца привели к тому, что Джордж Черчилль провел короткий период времени в качестве ученика торговца тканью, одной из могущественных торговых ассоциаций, доминировавших в лондонском Сити. Он вернулся на военную службу во время Третьей англо-голландской войны в 1672 году и после этого занимал ряд должностей в армии и на флоте.
Чарльз Черчилль ранее служил при датском дворе, где подружился с принцем Георгом (Джорджем) Датским. В 1683 году принц Джордж женился на принцессе Анне, младшей дочери Якова Стюарта. Жена Джона Сара Черчилль была назначена камеристкой Анны, а её зять полковник Чарльз Гриффин стал старшим помощником принца Джорджа . Черчилли и их родственники составляли центральную часть так называемого «Кокпитского круга», названного в честь апартаментов Анны во дворце Уайтхолл. Джордж был особенно близок с принцем Джорджем и во многом своим последующим успехом был обязан их дружбе.
Более поздние предположения о гомосексуальных отношениях между двумя Джорджами, по-видимому, исходили от Сары Черчилль. Аналогичные обвинения она выдвинула против Абигейл Мешэм, которая заменила её в качестве ближайшего друга Анны и часто ссорилась с её зятем. Поскольку Анна была очень близка со своим мужем и была беременна не менее 18 раз, такие обвинения были неразумными, и Сара позже отказалась от них. Более широкий вопрос о сексуальности Джорджа не может быть установлен; по разным причинам младшие сыновья часто оставались холостыми.
Несмотря на свой католицизм, Яков II сменил своего старшего брата Карла II на посту короля в 1685 году, получив широкую поддержку, особенно среди фракции высоких тори, к которой принадлежал Джордж. Многие сделали это по принципу наследственной преемственности, что особенно важно в высоко структурированном обществе, и опасаются, что его исключение приведет к повторению гражданских войн. В 1683 году Джон Черчилль приобрел Холиуэлл-хаус недалеко от Сент-Олбанса, что дало ему контроль над парламентским округом Сент-Олбанс, а в марте 1685 года Джордж был избран членом Палаты общин Англии. Несколько месяцев спустя Яков II приостановил работу парламента за отказ принять его меры; его сторонники-консерваторы начали покидать его после 1686 года, когда его политика, казалось, все больше угрожала главенству англиканской церкви.
Его старшие братья принимали активное участие в армейском заговоре против Якова II вместе с Чарльзом Трелони, армейским офицером-консерватором, чья поддержка обеспечивала порты Уэст-Кантри Торбей, Плимут и Эксетер. До Славной революции ноября 1688 года Джордж принял на себя командование HMS Newcastle; утверждая, что его корабль протекает, он вошел в Плимут незадолго до того, как 18 ноября он объявил о назначении Вильгельма III. Судя по всему, это было запланировано заранее и стало первым значительным военно-морским дезертирством. Позже он выставил значительно завышенный счет за «ремонт» и был ненадолго заключен в тюрьму в лондонском Тауэре за требование оплаты за сопровождение торговых судов.

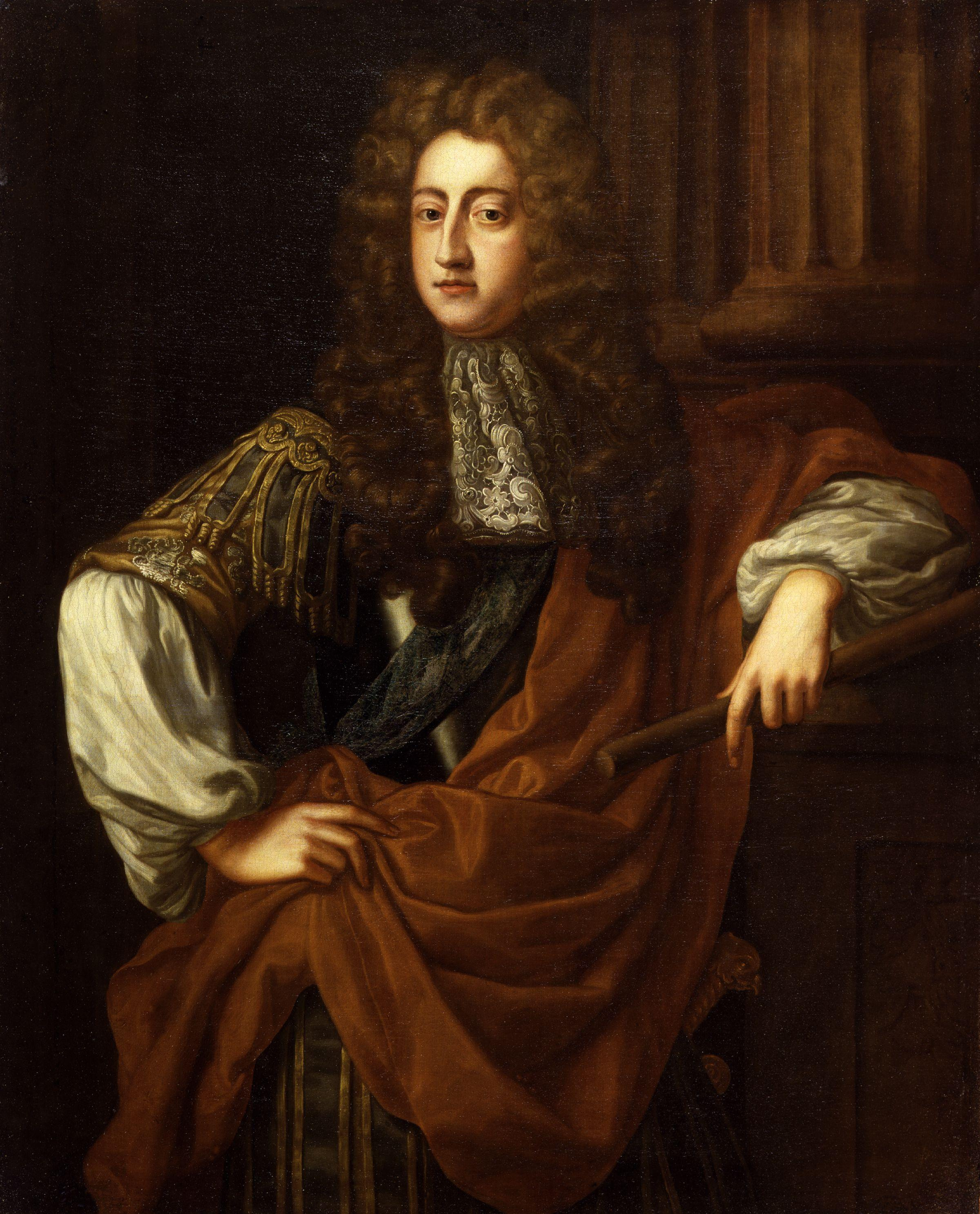
Принц Датский Георг, близкий друг и покровитель Джорджа Черчилля

Он сражался при Бентри-Бей в мае 1689 года и в Бичи-Хед в июле 1690 года, и это поражение вызвало панику в Англии. Черчилль был близким другом графа Торрингтона, командующего в битве при Бичи-Хед, которому Эдвард Рассел приказал атаковать французские силы, значительно превосходящие его собственные. В последовавших за этим взаимных обвинениях Торрингтон предстал перед военным трибуналом и был оправдан, но Уильям уволил его из военно-морского флота.
В 1691 году Джордж Черчилль был назначен подполковником конной гвардии и в июне 1692 года командовал 96-пушечным HMS St. Andrew в Барфлере и Ла-Хоге. Однако дело Торрингтона разделило флот, и когда Эдвард Рассел стал первым лордом Адмиралтейства в 1693 году он ушел со службы. Он сохранил свое место в качестве члена парламента и продолжил свои тесные связи с принцем Джорджем; когда Рассел вышел в отставку в 1699 году, он был назначен лордом-комиссаром Адмиралтейства.

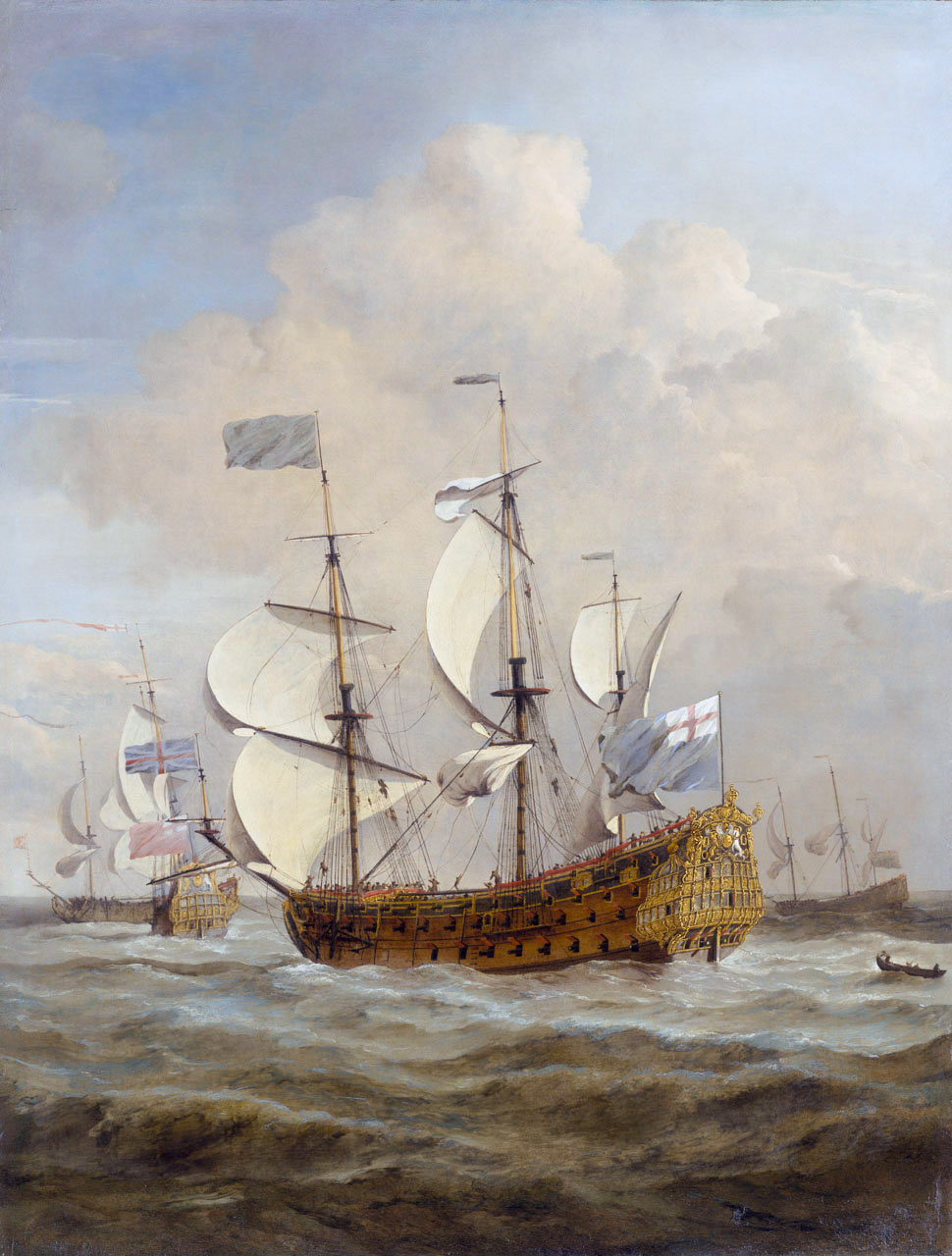
HMS St. Andrew, последний британский корабль, которым командовал Джордж Черчилль

После того, как Анна Стюарт сменила Вильгельма Оранского в 1702 году, её муж Георг Датский стал лордом-верховным адмиралом, а Джордж Черчилль стал членом Совета лордов-верховных адмиралов, который давал ему советы. В течение следующих шести лет Войны за испанское наследство эта пара эффективно контролировала военно-морские операции. В ноябре 1707 года критика ведения военно-морских дел достигла кульминации, когда правящая хунта вигов потребовала отставки Черчилля. Первоначально их поддержали некоторые тори, пока они не поняли, что это означает замену его другим вигом.
Основной проблемой была усталость от войны. Победа Мальборо в битве при Рамильи в 1706 году породила надежды на быстрый конец, но серия поражений в Испании в 1707 году показала, что это не так. Конечно, были недостатки в управлении, но отчасти проблема заключалась в разных взглядах на роль военно-морского флота; Тори считали, что он должен сосредоточиться на защите британского торгового судоходства, виги хотели, чтобы он поддерживал наземные операции в Средиземноморье, включая Италию, Южную Францию и Испанию. Попытка сделать и то, и другое означала, что это было слишком растянуто.
Принц Джордж Датский заявил, что уйдет в отставку, если Джордж Черчилль будет отстранен, в то время как Тори в палате лордов заявили, что неудачи в военно-морской политике и в Испании были вызваны ненужным отвлечением ресурсов во Фландрию для укрепления репутации Мальборо. В результате Джордж сохранил свою должность, но только при поддержке Короны и ценой безвозвратного разрыва со своим старшим братом. На всеобщих выборах в мае 1708 года он отказался от контролируемого семьей города Сент-Олбанс и вместо этого был избран от Портсмута.
Когда принц Джордж Датский скончался в октябре 1708 года, Совет был распущен, и Джордж Черчилль удалился в дом в Королевском парке в Виндзоре, где у него был знаменитый вольер. После своей смерти в мае 1710 года он оставил его герцогу Ормонду и своему старому другу графу Торрингтону. Оставшееся имущество в размере 24 000 фунтов стерлингов было разделено между его сыном и племянником.